# Antepipona carinata
Antepipona carinata är en stekelart som beskrevs av Gusenleitner 2005. Antepipona carinata ingår i släktet Antepipona och familjen Eumenidae. Inga underarter finns listade i Catalogue of Life.